# Jack Fairman
John Eric George Fairman (Horley, Surrey; 15 de marzo de 1913-Rugby, Warwickshire; 7 de febrero de 2002), más conocido como Jack Fairman, fue un piloto de automovilismo británico, que participó en varias disciplinas automovilísticas, incluyendo la Fórmula 1 y las carreras de resistencia.

## Biografía
En F1 participó en 12 carreras entre 1953 y 1961, anotando cinco puntos en su trayectoria. Su debut fue en el Gran Premio de Gran Bretaña de 1953, que abandonó por problemas mecánicos. Su mejor año fue en 1956, siendo 10.º en el campeonato con cinco puntos, significando también que sería el mejor resultado en el campeonato de pilotos para Connaught. En ese año compitió en dos Grandes Premios, puntuando en todos ellos, que fueron en el Gran Premio de Gran Bretaña, siendo 4.º, y en el Gran Premio de Italia, siendo 5.º. Su última carrera fue en el Gran Premio de Italia de 1961, abandonando también por problemas mecánicos. 

## Resultados

### Fórmula 1
(Clave) (negrita indica pole position) (cursiva indica vuelta rápida)

| Año     | Escudería                | 1   | 2   | 3   | 4   | 5       | 6       | 7       | 8       | 9      | 10  | 11    | Pos. | Puntos |
| ------- | ------------------------ | --- | --- | --- | --- | ------- | ------- | ------- | ------- | ------ | --- | ----- | ---- | ------ |
| 1953    | HW Motors                | ARG | 500 | NED | BEL | FRA     | GBR Ret | GER     | SUI     |        |     |       | NC   | 0      |
| 1953    | Connaught Engineering    |     |     |     |     |         |         |         |         | ITA NC |     |       | NC   | 0      |
| 1955    | Connaught Engineering    | ARG | MON | 500 | BEL | NED     | GBR DNS | ITA     |         |        |     |       | NC   | 0      |
| 1956    | Connaught Engineering    | ARG | MON | 500 | BEL | FRA     | GBR 4   | GER     | ITA 5   |        |     |       | 10.º | 5      |
| 1957    | Owen Racing Organisation | ARG | MON | 500 | FRA | GBR Ret | GER     | PES     | ITA     |        |     |       | NC   | 0      |
| 1958    | BC Ecclestone            | ARG | MON | NED | 500 | BEL     | FRA     | GBR Ret | GER     | POR    | ITA |       | NC   | 0      |
| 1958    | Cooper Car Company       |     |     |     |     |         |         |         |         |        |     | MOR 8 | NC   | 0      |
| 1959    | High Efficiency Motors   | MON | 500 | NED | FRA | GBR Ret | GER     | POR     | ITA Ret | USA    |     |       | NC   | 0      |
| 1960    | CT Atkins                | ARG | MON | 500 | NED | BEL     | FRA     | GBR Ret | POR     | ITA    | USA |       | NC   | 0      |
| 1961    | Rob Walker Racing        | MON | NED | BEL | FRA | GBR DSQ | GER     |         |         |        |     |       | NC   | 0      |
| 1961    | Fred Tuck Cars           |     |     |     |     |         |         | ITA Ret | USA     |        |     |       | NC   | 0      |
| Fuente: |                          |     |     |     |     |         |         |         |         |        |     |       |      |        |